# St. Christophorus (Oldenburg)

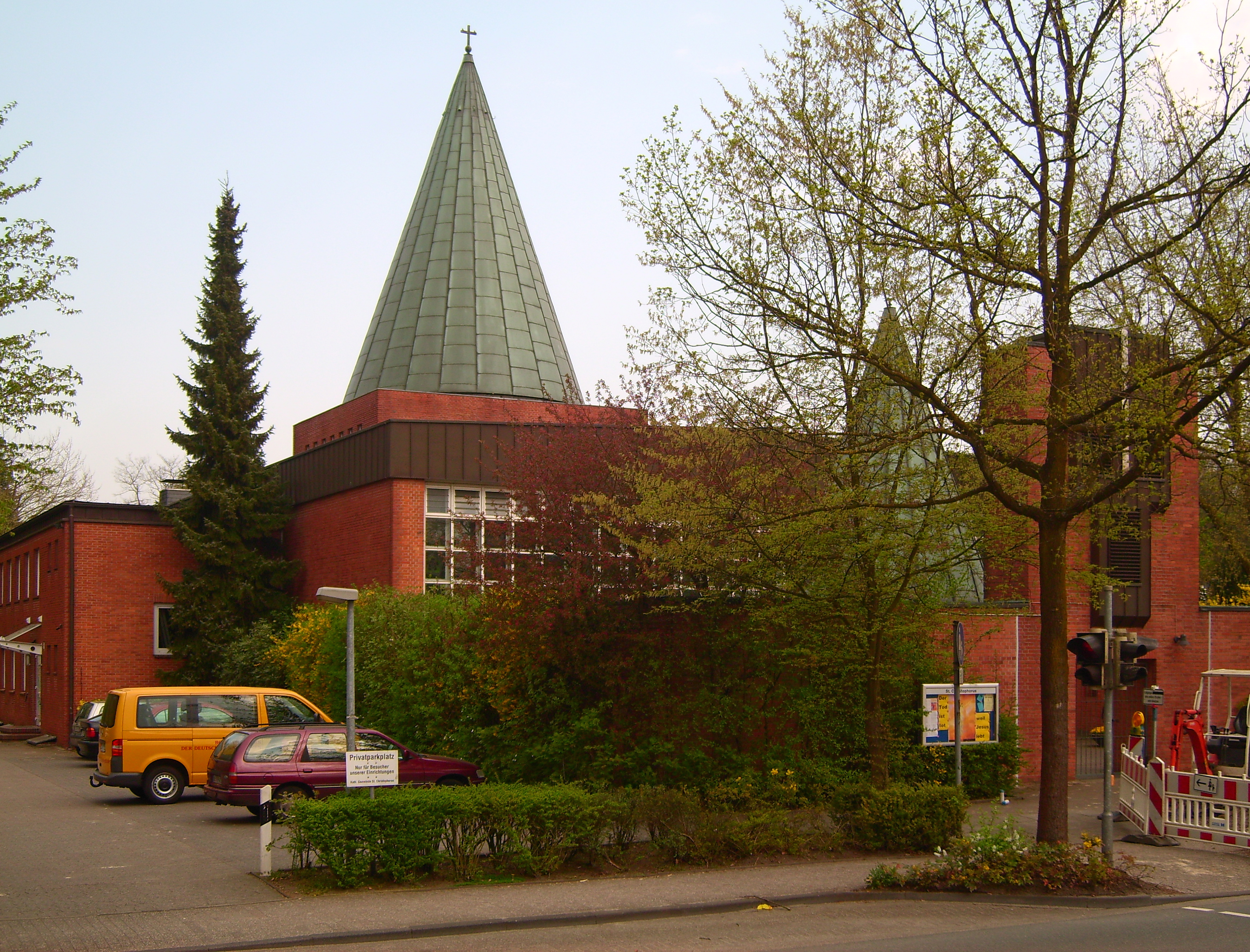
Kath. Kirche St. Christophorus in Oldenburg

St. Christophorus ist eine römisch-katholische Filialkirche der Pfarrgemeinde St. Marien in der niedersächsischen Großstadt Oldenburg. Sie steht unter dem Patrozinium des Heiligen Christophorus und gehört zum Bistum Münster. Das Gotteshaus ist eine Saalkirche im Stil der Moderne und bietet 400 Gläubigen Platz.

## Geschichte
Oldenburg wuchs nach dem Zweiten Weltkrieg vor allem durch die vielen Vertriebenen und Flüchtlinge aus Mittel- und Osteuropa stark an. 22.000 Menschen katholischen Glaubens fanden dort eine neue Heimat. Die wenigen vorhandenen katholischen Kirchen konnten die größere Zahl der Gottesdienstteilnehmer nicht mehr fassen. Daher wurde die Seelsorge im Stadtnorden der Patresgemeinschaft der Hünfelder Oblaten-Missionare übertragen. 
Durch den Bau neuer Wohnviertel und durch die Wiederbelebung des Oldenburger Flugplatzes brauchte der Stadtteil Dietrichsfeld ein eigenes Gotteshaus, das gleichzeitig als Militärkirche für die Bundeswehr dienen sollte. Weil die neue Gemeinde Herz Mariä zu 85 % aus Heimatvertriebenen bestand, übernahmen die Bundeswehr sowie der Bonifatiusverein den größten Teil der Baukosten. Die St.-Christophorus-Kirche wurde von der Oldenburger Firma Hegeler Fischer nach den Plänen des renommierten Architekten Gottfried Böhm erbaut.
Am 14. August 1960 erfolgte die Grundsteinlegung durch den Bischöflichen Offizial Heinrich Grafenhorst und nach knapp einjähriger Bauzeit am 18. Juni 1961 die Weihe durch Heinrich Baaken, der damals Weihbischof von Münster war. Das Pfarrheim und der Kindergarten wurden in den Jahren 1965 bzw. 1967 eingeweiht und 2020/2021 neu erbaut.
Das Kirchengebäude gleicht einer alttestamentarischen Tempelanlage mit ummauertem Innenhof und dem eigentlichen Gotteshaus mit dem (der Reinigung dienenden) Vorbereich, dem Innenbereich und dem Raum des Allerheiligsten. Die Kirche besitzt ein leuchtend rotes Ziegelmauerwerk und zwei kegelförmige grüne Türme. Der kleinere Turm krönt die Taufkapelle und der größere Turm befindet sich genau über dem Platz, an dem im Innern der Kirche der Altar steht.
Seit 1987 war St. Christophorus eine Kapellengemeinde und gehört nach der Fusion 2006 zur Pfarrgemeinde St. Marien (Oldenburg). Zur Prävention von sexuellem Missbrauch von Kindern und Jugendlichen erarbeitete 2019 eine Steuerungsgruppe im Auftrag des Pfarreirates ein institutionelles Schutzkonzept, das alle fünf Jahre überprüft und bei Bedarf modifiziert wird.
Am 1. Januar 2024 schlossen sich die drei Oldenburger Pfarren St. Marien, St. Josef und St. Willehad sowie fünf Kirchengemeinden aus benachbarten Landkreisen zusammen zum Katholischen Kirchenverband „Pastoraler Raum Oldenburg-Delmenhorst“ mit Sitz in Oldenburg.

## Glocken
St. Christophorus besitzt die folgenden drei Kirchenglocken, die in Hemelingen, heute ein Stadtteil von Bremen, gegossen wurden.
- Glocke 1: Schlagton: fis, Glockengießerei: Franz Otto, Gussjahr: 1968
- Glocke 2: Schlagton: a′, Glockengießerei: Franz Otto, Gussjahr: 1968
- Glocke 3: Schlagton: h′, Glockengießerei: Franz Otto, Gussjahr: 1968[7]

## Orgel
Von der Firma Alfred Führer (Wilhelmshaven) wurde 1964 die Orgel (II+P/10) erbaut. Die Reinigung und Überholung der Orgel erfolgte 1999 durch Herrmann Stahl (Oldenburg). Die Orgelbaufirma Alfred Führer reparierte die Orgel im Jahr 2000.
Die Orgel besitzt ein 1. Manual (C - g3), ein 2. Manual (C - g3) und ein Pedal (C - f1). Außerdem gibt es mechanische Schleifladen (Stand: 5. Februar 2020).